# Wolfbrigade
| Wolfbrigade | Wolfbrigade |
| ----------- | --- |
| Genre       | Crustcore |
| Actief      | 1995 - 2003 |
| Afkomst     | Zweden |
| Bandleden   | - Micke - Zang - Jocke - Gitaar - Erik - Elektrische gitaar - Marcus - Elektrische basgitaar - Dadde - Elektrische gitaar |
| Labels      | - Distortion - Farwell / Anomie - Feral Ward                                                                              |

Wolfbrigade (vroeger Wolfpack) is een band uit Zweden met bandleden uit bands zoals To What End?, Sunday Morning Einsteins, Sju Svåra år. Sinds de release van de MCD "Bloodstained Dreams" (Distortion) uit 1995 timmert de band aan de crust punk weg.
Wolfbrigade heette vroeger Wolfpack, maar omdat er later een neonazigroep bleek te zijn die de naam ook al gebruikte, werd de naam na 2001 veranderd in Wolfbrigade. 
In 2002 stapte drummer Frank uit de band tijdens het festival "Fuck the Commerce" in Duitsland.

## Huidige Bezetting
- Micke - Zang
- Jocke - Elektrische gitaar
- Erik - Elektrische basgitaar
- Marcus - Elektrische gitaar
- Dadde - Drums

### Voormalige Bandleden
- Jonsson - Zang
- Frank - Drums

## Discografie

### Wolfpack
- Bloodstained Dreams MCD/7" (1995)
- A New Dawn Fades CD/LP (1996)
- Hellhound Warpig 7" (1997)
- Lychantro Punk CD/LP (1997)
- Wolfpack / Skitsystem Split 7" (1998)
- Allday Hell LP/CD (1999)
- Allday Hell CD (2000)
- Allday Hell CD (2001)

### Wolfbrigade
- Wolfbrigade/Audio Kollaps Split 7" (2001)
- Progression/Regression Picture LP (2001)
- Progression/Regression CD (2002)
- Wolfpack Years 10" (2003)
- In Darkness You Feel No Regrets LP/CD (2003)
- A D-beat Odyssey LP (2004)
- Prey to the World (2007)
- "Run With the Hunted" (2017)